# Première bataille de Gaza
Pour les articles homonymes, voir Siège ou bataille de Gaza.
Première Guerre mondiale
Batailles
Front du Moyen-Orient
- Afrique du Nord
- Caucase
- Perse
- Dardanelles
- Mésopotamie
- Sinaï et Palestine
- Arménie
- Ctésiphon (11-1915)
- Kut-el-Amara (12-1915)
- Romani (8-1916)
- Magdhaba (12-1916)
- Révolte arabe
- Rafa (1-1917)
- Bagdad (3-1917)
- 1re Gaza (3-1917)
- 2e Gaza (4-1917)
- Aqaba (7-1917)
- Beer-Sheva (10-1917)
- 3e Gaza (11-1917)
- Jérusalem (12-1917)
- Megiddo (9-1918)
- Damas (9-1918)
- Alep (10-1918)

Front d'Europe de l’Ouest
Front italien
Front d'Europe de l'Est
Front des Balkans
Front africain
Bataille de l'Atlantique
La première bataille de Gaza est une bataille de la campagne du Sinaï et de la Palestine, durant la Première Guerre mondiale. Elle a eu lieu le 26 mars 1917 et se solde par une victoire ottomane.

## Contexte historique et campagne
En 1914, l'Europe est divisée entre deux systèmes d'alliances : la Triplice et l'Entente. Dès 1906, la prévision d'une guerre au cours de laquelle les troupes germanoturques prendraient l'Égypte en traversant le canal de Suez et provoqueraient une révolte de l'Afrique musulmane déstabilisant ainsi les colonies de l'Entente poussent les Britanniques à élaborer un plan pour intimider les Orientaux et les forcer à signer une paix séparée. 
Ce plan prévoyait une action offensive à la fois navale et terrestre pour prendre possession des Détroits, menacer Constantinople et obliger ainsi la Grande Porte à la paix. Une telle offensive nécessitait un grand déploiement de navires de guerre ainsi que d'importantes troupes d'infanterie.
La campagne débute au printemps 1916. Suivant l’avancée des troupes britanniques, les soldats du génie construisent un chemin de fer (appelé chemin de fer militaire du Sinaï puis intégré aux chemins de fer de Palestine) partant de la gare d’El Qantara Est vers El-Arich. La gare de Rafah est construite en mars 1917.

## Déroulement de la bataille

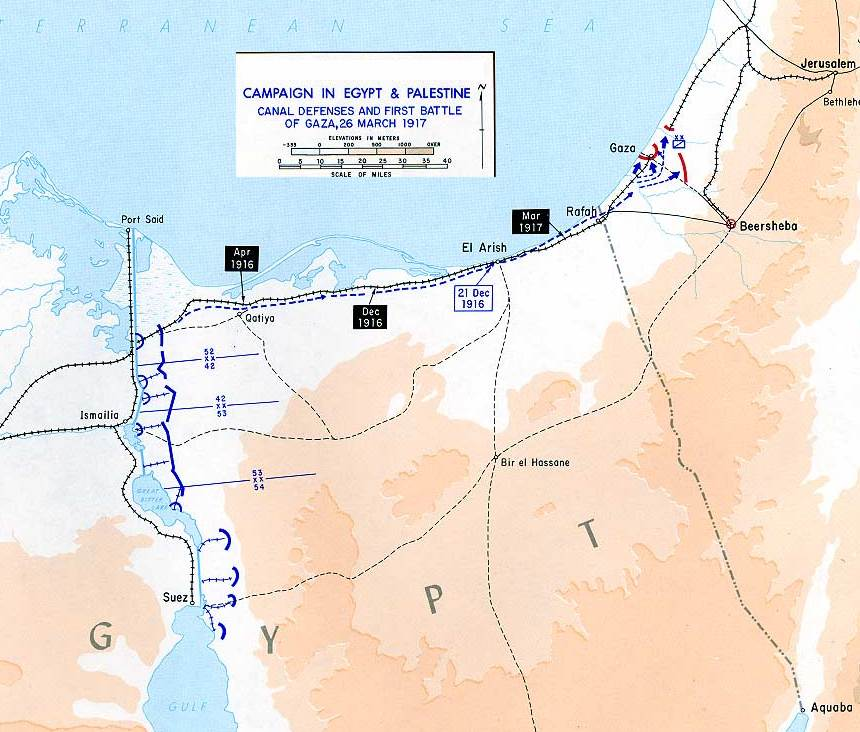
Défense du canal et première bataille de Gaza, 26 mars 1917.

En 1917, les Britanniques étendent leur zone d'opération contre la Palestine ottomane dans deux batailles infructueuses à Gaza en mars et avril. Le 26 mars 1917, le général britannique sir Archibald Murray commence à envahir la province turque en tentant de percer la ligne Gaza-Beer-Sheva avec 16 000 soldats. L'attaque dirigée par les unités sous les ordres du général sir Charles Dobell est un échec en raison d'une mauvaise organisation des Britanniques, d'un manque de communication entre les unités d'infanterie et de cavalerie, d'une pénurie d'eau potable et de la résistance turque.
Les Turcs, qui disposent du même nombre de soldats, dans ce qui deviendra la première bataille de Gaza, perdent 2 500 hommes lors des combats, tandis que les pertes britanniques s'élèvent à près de 4 000 hommes. Murray est cependant autorisé à lancer une deuxième attaque contre les Turcs.

## Conséquences
Gaza sera le théâtre de deux autres batailles en avril et novembre 1917.